# ケイシー・オニール
ケイシー・オニール（Casey O'Neill、1997年10月7日 - ）は、オーストラリアの女性総合格闘家。ノース・エアシャー・アーバイン出身。エクストリーム・クートゥア所属。UFC世界女子フライ級ランキング13位。

## 来歴
スコットランドのアーバインで生まれ、プロキックボクサーであった父親の影響で4歳からキックボクシングを始める。10歳の時にオーストラリアのゴールドコーストへ移住し、ブラジリアン柔術等の格闘技を経験した。2019年、拠点をタイのプーケット県に移し、タイガームエタイでトレーニングを積んだ。

### 総合格闘技
アマチュア総合格闘技で5勝2敗の戦績を残した後、2019年4月5日にプロ総合格闘技デビュー。

### UFC
2021年2月20日、UFC初参戦となったUFC Fight Night: Blaydes vs. Lewisでシャナ・ドブソンと対戦し、パウンドで2RTKO勝ち。
2021年10月2日、UFC Fight Night: Santos vs. Walkerでアントニーナ・シェフチェンコと対戦し、パウンドで2RTKO勝ち。パフォーマンス・オブ・ザ・ナイトを受賞した。
2022年2月12日、UFC 271で女子フライ級ランキング12位のロクサン・モダフェリと対戦し、2-1の判定勝ち。なお、この試合でUFC歴代3位となる3Rマッチにおける有効打撃数「229発」を記録した。
2023年3月18日、UFC 286で女子フライ級ランキング8位のジェニファー・マイアと対戦し、0-3の判定負け。キャリア初黒星を喫した。

## 戦績
| 総合格闘技 戦績 | 総合格闘技 戦績 | 総合格闘技 戦績 | 総合格闘技 戦績 | 総合格闘技 戦績 | 総合格闘技 戦績 | 総合格闘技 戦績 |
| --------------- | --------------- | --------------- | --------------- | --------------- | --------------- | --------------- |
| 12 試合         | (T)KO           | 一本            | 判定            | その他          | 引き分け        | 無効試合        |
| 10 勝           | 3               | 2               | 5               | 0               | 0               | 0               |
| 2 敗            | 0               | 1               | 1               | 0               | 0               | 0               |

| 勝敗 | 対戦相手                     | 試合結果                     | 大会名                                                    | 開催年月日     |
| ○    | ルアナ・サントス             | 5分3R終了 判定3-0            | UFC 305: du Plessis vs. Adesanya                          | 2024年8月18日  |
| ×    | アリアネ・リプスキ           | 2R 1:18 腕ひしぎ十字固め     | UFC 296: Edwards vs. Covington                            | 2023年12月16日 |
| ×    | ジェニファー・マイア         | 5分3R終了 判定0-3            | UFC 286: Edwards vs. Usman 3                              | 2023年3月18日  |
| ○    | ロクサン・モダフェリ         | 5分3R終了 判定2-1            | UFC 271: Adesanya vs. Whittaker 2                         | 2022年2月12日  |
| ○    | アントニーナ・シェフチェンコ | 2R 4:47 TKO（パウンド）      | UFC Fight Night: Santos vs. Walker                        | 2021年10月2日  |
| ○    | ラーラ・プロコピオ           | 3R 2:54 リアネイキドチョーク | UFC on ESPN 25: The Korean Zombie vs. Ige                 | 2021年6月19日  |
| ○    | シャナ・ドブソン             | 2R 3:41 TKO（パウンド）      | UFC Fight Night: Blaydes vs. Lewis                        | 2021年2月20日  |
| ○    | クリスティーナ・ステリオウ   | 2R 2:12 KO（パンチ連打）     | UAE Warriors 13                                           | 2020年9月25日  |
| ○    | ケイトリン・マキューエン     | 5分3R終了 判定3-0            | Eternal MMA 51                                            | 2020年2月29日  |
| ○    | 本野美樹                     | 5分5R終了 判定3-0            | Eternal MMA 48 【EternalMMA女子ストロー級タイトルマッチ】 | 2019年10月4日  |
| ○    | ジェイダ・ケトリー           | 1R 2:32 リアネイキドチョーク | Eternal MMA 46 【EternalMMA女子ストロー級タイトルマッチ】 | 2019年7月27日  |
| ○    | アミラ・ハフィゾビッチ       | 5分5R終了 判定3-0            | Eternal MMA 43 【EternalMMA女子ストロー級タイトルマッチ】 | 2019年4月5日   |

## 獲得タイトル
- Eternal MMA女子ストロー級王座（2019年）